# کریگ آر. بکسلی
کریگ آر بکسلی (انگلیسی: Craig R. Baxley؛ زادهٔ ۲۰ اکتبر ۱۹۴۹) یک هنرپیشه، و کارگردان اهل ایالات متحده آمریکا است. وی از سال ۱۹۷۱ میلادی تاکنون مشغول فعالیت بوده‌است.